# Thelocactus tulensis

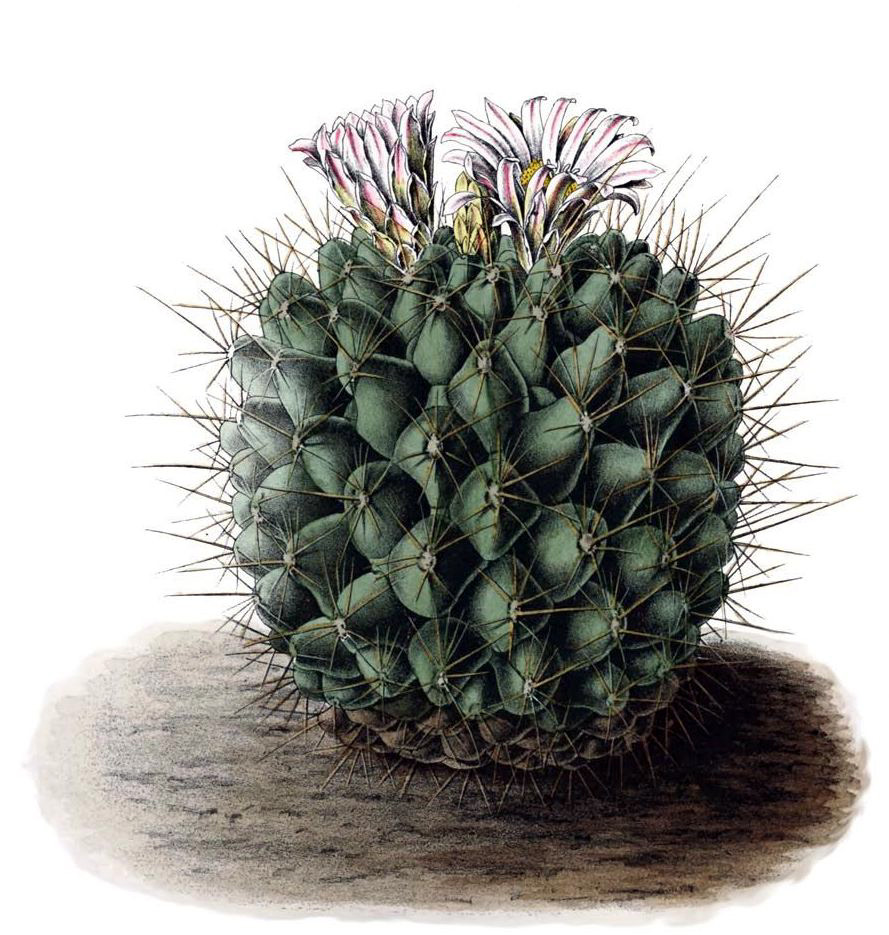
Thelocactus tulensis
Tafel 18 von 1901 aus Blühende Kakteen

Thelocactus tulensis ist eine Pflanzenart aus der Gattung Thelocactus in der Familie der Kakteengewächse (Cactaceae). Das Artepitheton tulensis verweist auf das Vorkommen der Art bei Tula im mexikanischen Bundesstaat San Luis Potosí.

## Beschreibung
Thelocactus tulensis wächst einzeln, kugelförmig, manchmal etwas gestreckt und hat einen dunkelmattgrünen bis zu 25 Zentimeter hohen Körper mit einem Durchmesser von 8 Zentimeter. Die 10 Rippen sind wulstig bis kegelförmig gehöckert, bis zu 2 Zentimeter hoch und im Durchmesser. Die Warzen sind sehr dick-fleischig und vielkantig. Die Areolen sind im 2,5 Zentimeter Abstand in der Jugend wollig, später nackt. Die 6 bis 8 Randdornen sind erst bräunlich dann weiß und nur 1 bis 1,5 Zentimeter lang. Die 1 bis 3 Mitteldornen sind bis 4 Zentimeter lang, gerade oder gebogen, weißlich bis hornfarben mit dunkler Spitze.
Die Blüten sind weit ausgebreitet, 2,5 bis 5 Zentimeter lang und 3,5 bis 8 Zentimeter im Durchmesser. Die Blütenfarbe variiert zwischen silbrigweiß bis zartrosa, Mittelstreifen karminrot. Die Narbe ist blassgelb. Die Früchte sind grün bis grünlich-magenta oder weißlich-braun; sie sind 11 bis 18 Millimeter lang und etwa 7 bis 10 Millimeter im Durchmesser. Die Samen sind dunkel mit fein gehöckerter Testa.

## Verbreitung, Systematik und Gefährdung
Thelocactus tulensis ist in den mexikanischen Bundesstaaten Tamaulipas, Nuevo León und San Luis Potosí beheimatet.
Die Erstbeschreibung als Echinocactus tulensis erfolgte 1853 durch Heinrich Poselger. Nathaniel Lord Britton und Joseph Nelson Rose stellten die Art 1923 in die Gattung Thelocactus.
In der Roten Liste gefährdeter Arten der IUCN wird die Art als „Least Concern (LC)“, d. h. als nicht gefährdet geführt.

## Nachweise